# Iván Zamorano
Iván Luis Zamorano Zamora (* 18. Januar 1967 in Santiago de Chile) ist ein ehemaliger chilenischer Fußballspieler, der vor allem für seinen Torriecher und seine Kopfballstärke bekannt war. Er erhielt die Spitznamen Bam Bam und vereinzelt – in Anlehnung an seinen Vornamen – Ivan, der Schreckliche. In Italien war er als der Helikopter bekannt, da es bei Kopfbällen schien, als ob er in der Luft verharren könnte.
Von 1987 bis 2001 spielte er in der chilenischen Fußballnationalmannschaft, für die er in 69 Spielen 34 Tore schoss.

## Karriereanfang
Iván Zamorano wurde am 18. Januar 1967 geboren und stammt aus Maipú, einer Kommune innerhalb der Metropolregion Santiago. 1983 nahm ihn der CD Cobresal aus der Bergarbeiterstadt El Salvador unter Vertrag und Zamorano gab sein Debüt in der Primera División. Die erste Karrierestation in Europa war eigentlich der FC Bologna, der seine Transferrechte 1988 vom chilenischen Verein Cobresal erwarb. Noch vor dem ersten Pflichtspiel befand ihn jedoch sein Trainer für nicht gut genug für die italienische Liga. Der FIFA-Agent Vinico Fioranelli brachte ihn daraufhin in die Schweiz zum FC St. Gallen. Fioranelli musste damals sogar noch dazuzahlen, um den FC St. Gallen dazu zu bringen, Iván Zamorano in den Kader aufzunehmen. Er war ein sehr schmächtiger Bursche und die Zeitungen prognostizierten einen Transferflop. Diese Stimmen verstummten jedoch bald, da Zamorano in der Saison 1989/1990 in 33 Spielen insgesamt 23 Tore erzielte und damit erfolgreichster Torschütze der Saison wurde.

## Die Zeit in Spanien
Im Oktober 1990 schaffte Zamorano den Sprung in die spanische Primera División und wechselte zum FC Sevilla. Aufgrund seiner guten Leistungen bei den Andalusiern wurde er im Sommer 1992 für 5 Millionen Dollar von Real Madrid verpflichtet. Die Herzen der dortigen Fans gewann er vor allem durch seine Leistung beim 5:0-Heimsieg der Madrilenen gegen den Erzrivalen FC Barcelona in der Saison 1994/95, an dem er mit einem Hattrick maßgeblichen Anteil hatte. Im selben Jahr gewann er mit Real den spanischen Meistertitel und wurde mit 28 Treffern in 38 Spielen Torschützenkönig.

## Die Zeit in Italien
1996 verließ er Real Madrid und wechselte zu Inter Mailand, wo er in insgesamt 149 Pflichtspielen 41 Tore erzielte. In der Saison 1996/97 erreichte er mit den Mailändern die Finalspiele im UEFA-Pokal gegen den FC Schalke 04, gewann diesen aber erst ein Jahr später in einem rein italienischen Finale gegen Lazio Rom (wobei er bei dem 3:0-Erfolg über die Römer das erste Tor erzielte). Internationale Beachtung fand Zamorano in dieser Zeit auch aufgrund seiner etwas eigenwilligen Rückennummer. Da er nach der Verpflichtung von Ronaldo im Sommer 1997 aus Marketinggründen das Trikot mit der Nummer 9 an diesen abtreten musste, spielte er ab 1998 mit der Rückennummer 18, die er durch ein aufgeklebtes Pluszeichen zwischen der 1 und der 8 (1 + 8) zumindest mathematisch wieder in eine 9 verwandelte.

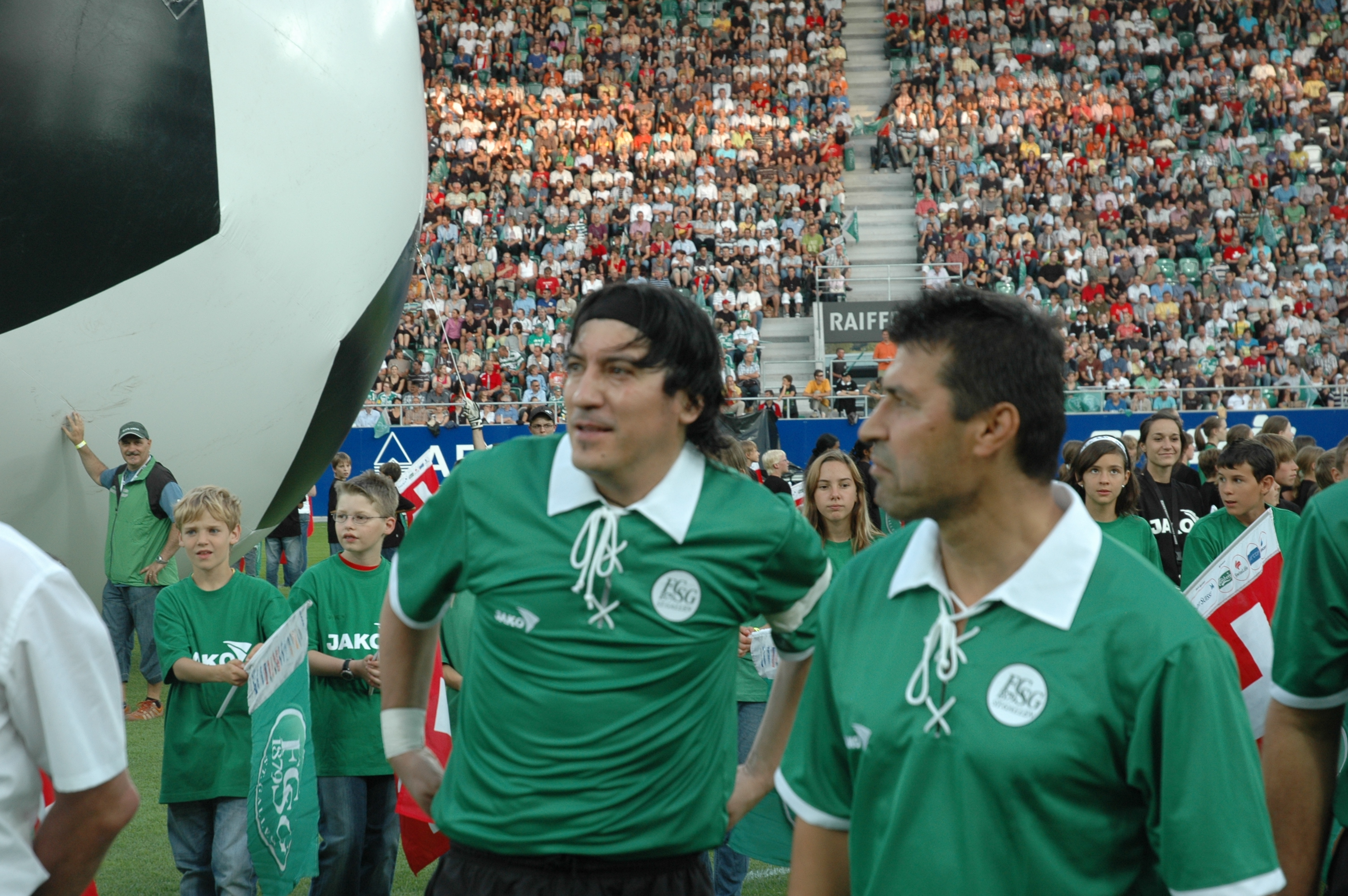
Iván Zamorano im Juli 2008 bei der Eröffnung des neuen Fußballstadions in St. Gallen.

## Karriereende
Im Dezember 2000 wechselte Iván Zamorano zu Club América (in Mexiko-Stadt). Dort spielte er zwei Jahre recht erfolgreich, bevor er 2003 zurück nach Chile ging, zu Colo Colo, dem Klub, den er bereits als Kind bewundert hatte. Dort machte er sich zunächst einen guten Namen bei den Fans, da er aufgrund der finanziell schlechten Situation des Colo Colo auf einen großen Teil seines Gehalts verzichtete, um den Verein ein wenig zu entlasten.
Beim Finalrückspiel der Apertura-Runde 2003, das Colo Colo gegen CD Cobreloa bestritt, rastete der Stürmerstar jedoch aus und attackierte aufgrund einer umstrittenen Abseitsentscheidung den Schiedsrichter mit Fausthieben und Fußtritten. Das Ergebnis seines Ausrasters: die rote Karte wegen Tätlichkeit und in der Folge eine Rekordsperre von elf Spielen, die vom nationalen chilenischen Verband verhängt wurde. Colo Colo verlor das Spiel 0:4 und Zamorano beendete daraufhin seine Profikarriere.
Sein Abschiedsspiel gab der in seinem Heimatland überaus beliebte Sportler in Santiago de Chile. Eine Amerika-Auswahl mit Ronaldo, José Luis Chilavert, Alexi Lalas und Carlos Valderrama besiegte in diesem Spiel eine chilenische Auswahl mit 5:2. Iván Zamorano absolvierte mit beiden Mannschaften jeweils eine Halbzeit.
Heute ist Iván Zamorano Leiter eines am 4. Januar 2010 gegründeten Sportzentrums in Las Condes, der Escuela de Fútbol – Ciudad Deportivo Iván Zamorano.

## Erfolge
- 1987 Chilenischer Pokalsieger
- 1990 Schweizer Torschützenkönig mit 23 Toren beim FC St. Gallen
- 1990 Ausländischer Spieler des Jahres in der Schweiz
- 1995 Spanischer Meister mit Real Madrid
- 1995 Spanischer Torschützenkönig mit 28 Toren bei Real Madrid
- 1995 Bester ausländischer Spieler in der Primera División
- 1998 Gewinn des UEFA-Cups mit Inter Mailand
- 1998 Ernennung zum UNICEF-Botschafter
- 2000 Bronzemedaille beim olympischen Fußballturnier
- 2000 Torschützenkönig beim olympischen Fußballturnier
- 2004 Aufnahme in die Liste FIFA 100